# Joseph Quinn
Joseph Quinn (født 1993 eller 1994) er en britisk skuespiller, der er bedst kendt for sin rolle som Eddie Munson i den fjerde sæson af Netflix-serien Stranger Things. Forud for sin rolle i Stranger Things har Quinn optrådt på britisk tv i Dickensian (2016), miniserien Howards End (2017) og Catherine the Great (2019). Han har også haft biroller i BBC-serien Les Misérables og Strike.

## Tidligt liv
Quinn blev født i London i England. Han voksede op i det sydlige London. Han gik på dramaskole ved London Academy of Music and Dramatic Art, hvor han dimitterede i 2015.

## Karriere
I 2022 spillede han Eddie Munson i den fjerde sæson af Stranger Things. Han blev castet i rollen i 2019, og optagelserne til episoderne fandt sted i 2021. Quinn blev nomineret til en Saturn Award for bedste mandlige birolle i en streamingserie for sin rolle.

## Filmografi

### Film
| År   | Titel    | Rolle    | direktør(er)  | Noter          |
| ---- | -------- | -------- | ------------- | -------------- |
| 2018 | Overlord | Grunauer | Julius Avery  |                |
| 2019 | Make Up  | Tom      | Claire Oakley |                |
| TBD  | Hoard    | Michael  | Luna Carmoon  | Postproduktion |

### TV-serier
| År   | Titel               | Rolle           | Netværk                                           | Noter                                                        |
| ---- | ------------------- | --------------- | ------------------------------------------------- | ------------------------------------------------------------ |
| 2011 | Postcode            | Tim             | CBBC                                              | Afsnit 1                                                     |
| 2016 | Dickensian          | Arthur Havisham | BBC One                                           | 19 afsnit                                                    |
| 2017 | Game of Thrones     | Koner           | HBO                                               | Afsnit: " The Spoils of War " (7.4)                          |
| 2017 | Howards End         | Leonard Bast    | BBC One (Storbritannien) </br> Starz (USA)        | Miniserie                                                    |
| 2017 | Timewasters         | Ralph           | ITV2 (Storbritannien) </br> CBC Gem (USA)         | 2 afsnit                                                     |
| 2018 | Les Misérables      | Enjolras        | BBC One                                           | Miniserie; 3 afsnit                                          |
| 2019 | Catherine the Great | Tsarevich Pavel | Sky Atlantic (Storbritannien) HBO (USA)           | Miniserie                                                    |
| 2020 | Strike              | Billy Knight    | BBC One                                           | 4 afsnit                                                     |
| 2020 | Small Axe           | PC Dixon        | BBC One (Storbritannien) </br> Amazon Prime (USA) | Afsnit: " Mangrove "                                         |
| 2022 | Stranger Things     | Eddie Munson    | Netflix                                           | Sæson 4 ; 9 afsnit (faktureres som "også med i hovedrollen") |